# Otto Mann
Otto Mann és un personatge de ficció de la sèrie de dibuixos animats Els Simpson creada per Matt Groening. El seu personatge podria estar inspirat en Slash.

## Personatge
Condueix l'autobús escolar de l'Escola Primària de Springfield. Comunament se l'utilitza per a parodiar al vague, al rock i al satanisme, a causa del seu interès per la sang i la mort. Es caracteritza per ésser de la cultura metal. Sempre va vestit amb una samarreta rosa, calçó blau, gorra rosa, amb audiòfons, i amb tatuatges. Segons ell mateix va dir, l'única cosa que va aprendre a l'escola va ser tocar la guitarra. Durant algun temps, va ser el conductor sense tenir llicència per a conduir. Va estar a punt de casar-se amb Betty, treballadora d'un restaurant alemany, a qui li va dedicar Every Rose Has Its Thorn de Poison, i a qui va abandonar en l'altar després que Marge li donés com opció ella o el rock; s'acabaria anant en l'autobús amb Poison. A aquestes noces van assistir també els pares d'Otto, sent el seu pare un marí d'alt rang i molt reconegut. També se li sol veure conduint en altres autobusos, entre ells el de la presó i altre de l'asil, així com un furgó d'extracció de sang. Altre autobús que ha conduït és el de la primera església de Springfield, i també un camió que conté una piscina a l'aire lliure. També en el capítol que acusen a Marge i a Homer d'assassins se'l veu conduint un autobús de turisme.
Aparentment consumeix drogues esporàdicament, encara que en alguna ocasió s'evidencia el seu vici per la marihuana, fent-se bon amic d'Homer, el seu company de vici. Va estudiar en la Universitat de Brown. És un fanàtic de Metallica, i al capítol "Das Bus", al caure l'autobús a l'aigua i ofegar-se, crida "Zep Rules" (Visca Led Zeppelin).